# نونو سانتوس (لاعب كرة قدم مواليد 1980)
نونو سانتوس هو لاعب كرة قدم برتغالي في مركز الهجوم، ولد في 19 يونيو 1980 في ماتوسينهوس في البرتغال. لعب مع نادي باسوش دي فيريرا ونادي تونديلا ونادي سانتا كلارا ونادي فارزيم.

## وصلات خارجية
- نونو سانتوس (لاعب كرة قدم مواليد 1980) على موقع قاعدة بيانات كرة القدم.إي يو (الإنجليزية)
- نونو سانتوس (لاعب كرة قدم مواليد 1980) على موقع Soccerway.com (الإنجليزية)